# Uwe Boll
Uwe Boll, född 22 juni 1965, är en tysk filmregissör och filmproducent. 
Uwe Boll har under sina i Hollywood verksamma år främst gjort sig känd för att ha skapat filmer med avstamp i populära tv- och datorspel.
Hans tidiga produktioner var inte sällan av grov lågbudgetkaraktär och ofta, mer än för namnet, utan något som helst gemensamt med spelen de bygger på. Detta har han fått mycket kritik för – framför allt från spelentusiasterna.[källa behövs] Dock har hans filmer kommit att få ett visst kultvärde, och 2006 kom filmen BloodRayne som skulle bli hans största projekt hittills. Med i den fanns bland andra stora namn såsom Ben Kingsley och Michael Madsen. 
I samband med släppet av BloodRayne utmanade Boll ett antal av de kritiker som sågat honom genom åren i boxning. Boll mötte och besegrade alla fem utmanare. Första matchen ägde rum den 5 september 2006 i Malaga, Spanien och de övriga den 23 september 2006 på Plaza of Nations i Vancouver.

## Filmografi (urval)
- 1991 – German Fried Movie
- 1993 – Barschel - Mord in Genf?
- 1994 – Amoklauf
- 1997 – The First Semester
- 2000 – Sanctimony
- 2002 – Blackwoods
- 2003 – House of the Dead
- 2003 – Heart of America
- 2005 – Alone in the Dark
- 2005 – Blood Rayne
- 2006 – In the Name of the King: A Dungeon Siege Tale
- 2007 – Slaktaren
- 2007 – Postal
- 2007 – BloodRayne II: Deliverance
- 2008 – Tunnel Rats
- 2008 – Far Cry
- 2009 – Stoic
- 2009 – Rampage
- 2009 – Darfur
- 2009 – Final Storm
- 2010 – Max Schmeling
- 2010 – Bloodrayne: The Third Reich
- 2011 – Auschwitz
- 2011 – Blubberella
- 2011 – In the Name of the King: Two Worlds
- 2013 – In the Name of the King: The Last Job
- 2013 – Bailout: The Age of Greed
- 2014 – Rampage: Capital Punishment